# Ольга Енгл
Ольга Енгл (нім. Olga Engl *30 травня 1871 — †21 вересня 1946) — австрійська актриса театру та кіно, яка з'явилася у близько 200 фільмах за час її кар'єри в кіноіндустрії.

## Життєпис
Ольга Енгл здобула приватну освіту в жіночому монастирі і почала свою акторську кар'єру в Празькій консерваторії. У серпні 1887 вона дебютувала у ролі Берти у виставі Die Verschwörung des Fiesco zu Genua в її рідному місті.
У 1888 році вона переїхала до Данцигу, де працювала в театрі з 1889 по 1892 рік, потім вирушила до Берліна. З 1892 по 1895 рік вона виступала у придворному театрі в Мюнхені, а з 1895 по 1897 р. в Гамбурзі в Thalia Theater. З 1897 і в Ганновері.

## Кінокар'єра
Ольга Енгл дебютувала в кіно в 1911 в британському німому фільмі The Adoptive Child, потім повернулася до Німеччини і почав з'являтися в німецьких кінострічках. Її перша головна роль була в 1913 у біографічному фільмі Ріхард Вагнер Карла Фроліха. Вона працювює безперервно протягом 1910-х років і з'являються в самих різних ролей у таких режисерів, як Urban Gad і Фредерік Целнік, граючи за такими популярними акторами епохи як Еміль Яннінгс, Альфред Абель і Лія Мара.
На початку 1920-х років, кар'єра Енгл в кіно була на піку. У 1922 вона з'явилася в відомій драмі-трилеру «Примара» режисера Фрідріха Мурнау разом з Альфредом Абелем, Гретою Бергер, Од Егед-Ніссен, Ля Де Путті і Ліль Даговер.
Енгл з легкістю переходить до епохи звукового кіно і часто знімається в кіно в ролі типу «Гранд Дам». 1933 року вона дебютувала в англомовному кіно The Rebel режисерів Едвіна Х. Кнопфа і Луї Тренкера'.
Енгл продовжував працювати і під час Другої світової війни — з'являючись в десяти фільмах між 1939 і 1945. Її останньою роллю перед виходом на пенсію була невелика роль в драмі Das Alte Lied, яка вийшла в березні 1945 року. Крім того, вона продовжувала виступати в театрах Берліна, до самої її смерті в 1946 році.

## Вибрана фільмографія
- Count Varenne's Lover (1921)
- A Woman's Revenge (1921)
- The Black Spider (1921)
- The Blue Danube (1926)
- The Mistress (1927)
- Dancing Vienna (1927)
- Sir or Madam (1928)
- Column X (1929)
- High Treason (1929)
- The Rebel (1932)
- The English Marriage (1934)